# Agriotypus succinctus
Agriotypus succinctus är en stekelart som först beskrevs av Chao 1992.  Agriotypus succinctus ingår i släktet Agriotypus och familjen brokparasitsteklar. Inga underarter finns listade i Catalogue of Life.